# Bomba antipista

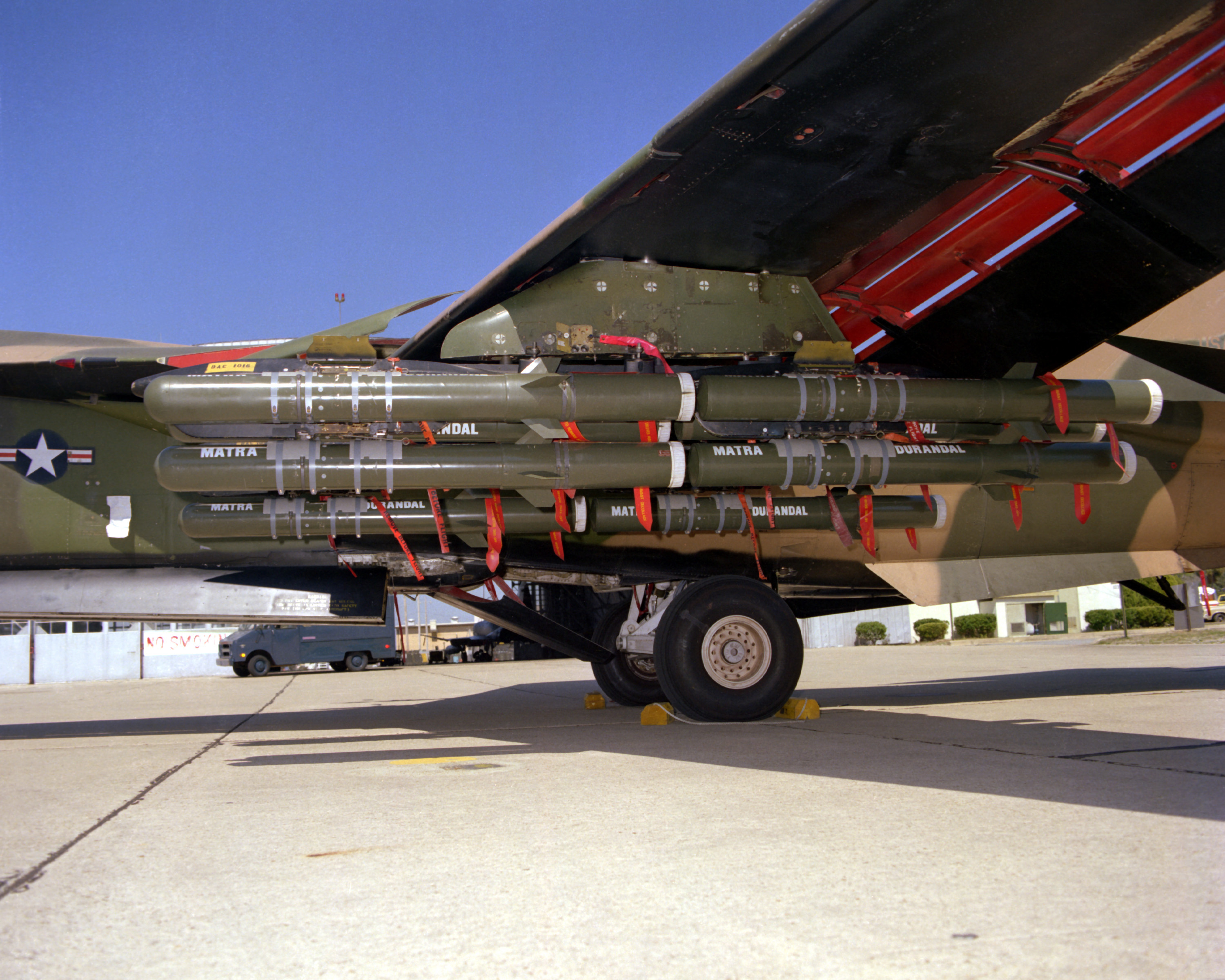
Bombes antipista Matra Durandal (designació nord-americana: BLU-107) equipades en un caça bombarder F-111.

Una bomba antipista és un sistema d'atac a terra que inclou bombes o minibombes dissenyades per inutilitzar la superfície de les pistes d'un aeroport o aeròdrom amb intenció que no puguin ser utilitzades per a operacions de vol.
Un dels primers sistemes antipista va ser la bomba penetradora francesa Matra Durandal, de 450 lb amb impulsor coet i capçal explosiu de 330 lb. Un altre, ja retirat de servei, fou el JP233, un sistema de llançament de submunicions amb el que l'avió podia realitzar una passada sobre la pista objectiu i alliberar una barreja de submuncions penetradores i antipersonal per destruir la pista i a més impedir els treballs de reparació.